# Гасми, Халед
Халед Гасми (араб. خالد القاسمي‎; род. 8 апреля 1953, Бизерта) — тунисский футболист, играл на позиции полузащитника. Участник чемпионата мира 1978 года.

## Биография

### Клубная карьера
Гасми в течение девяти сезонов играл за «Бизертен», за который сыграл 226 матчей и забил 56 мячей. В 1980 году перешёл в клуб «Арьяна», в котором отыграл четыре сезона и завершил игровую карьеру.

### Карьера в сборной
В составе сборной Туниса Гасми принимал участие на Кубке африканских наций 1978 года, на котором сборная Туниса заняла итоговое 4-е место. По итогам турнира он был включён в символическую сборную.
В составе сборной Туниса принимал участие на чемпионате мира 1978 года, где сыграл в двух матчах группового этапа со сборными Польши (0:1) и ФРГ (0:0). Всего за сборную Туниса сыграл 55 матчей и забил 1 гол.